# Stefano Rodotà
Stefano Rodotà (Cosenza, 30 de maig de 1933 - Roma, 23 de juny de 2017) fou un jurista i polític italià. Durant les dècades dels setanta i vuitanta va ser diputat pel Partito Comunista Italiano i pel Partito Democratico della Sinistra, el qual va presidir a la seva fundació. Rodotà ha dut a terme una intensa activitat política a escala europea, on destaca la participació en la redacció de la Carta dels drets fonamentals de la Unió Europea. Així mateix, ha estat eurodiputat, membre de l'Assemblea parlamentària del Consell d'Europa i del Grup Europeu per l'Ètica de les Ciències i les Noves Tecnologies. Com a professor de Dret ha ensenyat en diverses universitats d'arreu del món, entre elles Oxford, Stanford, la Sorbona i La Sapienza. Rodotà dirigeix la revista Rivista critica del diritto privato i és col·laborador de diaris com L'Unità i La Reppublica. Entre els seus últims títols publicats consten Ideologie e tecniche della riforma del diritto civile (Editoriale Scientifica, 2007) i Perché laico (Laterza, 2009).